# Real Barraca

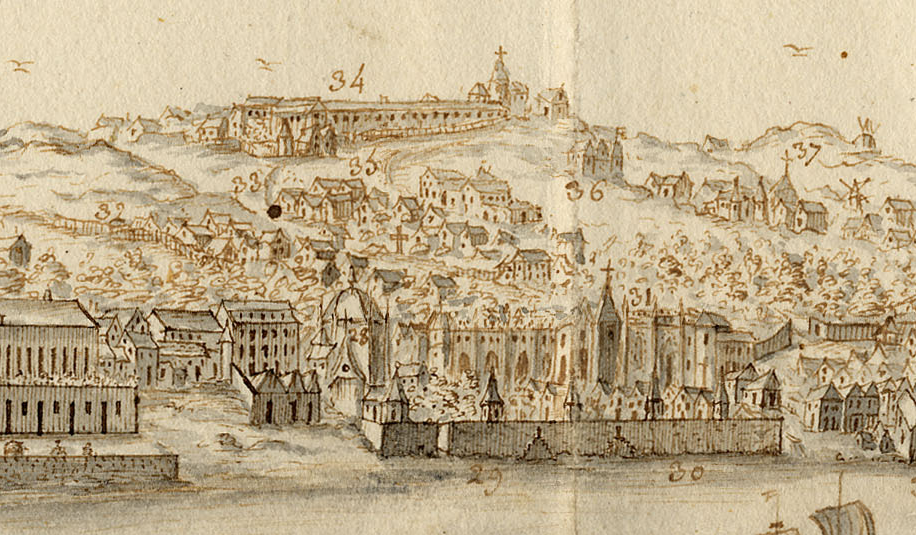
Pormenor da Real Barraca no cimo da colina da Ajuda, numa vista panorâmica de Lisboa desenhada em 1763 (Biblioteca Nacional de Portugal)

A Real Barraca ou Paço de Madeira foi a residência oficial dos reis portugueses após a destruição do sumptuoso Paço da Ribeira durante o Terramoto de 1755.
A corte estabeleceu-se na Quinta de Cima, uma das três quintas adquiridas em 1726 por D. João V na zona de Belém-Ajuda. Desenhado por Giovanni Carlo Galli da Bibbiena (que já havia projectado o edifício da Ópera do Tejo, que também ruiu com o terramoto), o edifício teria sido edificado em madeira devido à recusa de D. José I em voltar a habitar edifícios construídos "em pedra e cal", embora tivesse conhecido algumas partes inferiores em alvenaria.
Serviu de residência da Corte durante cerca de três décadas, até à data da sua completa destruição (e de grande parte do seu valioso recheio) num incêndio que deflagrou na madrugada de 11 de novembro de 1794, já no reinado de D. Maria I. A família real recolhe ao Palácio de Queluz, e Príncipe Regente D. João aprova então a construção de raiz de um novo palácio no local da Real Barraca. Aprovado o projecto de Manuel Caetano de Sousa, foi assente a primeira pedra do novo Paço Real de Nossa Senhora da Ajuda em maio de 1796 por José Pedro de Carvalho, Mestre da Repartição dos Pedreiros na Real Obra da Ajuda.